# DJ Snake
DJ Snake, pseudonimo di William Sami Étienne Grigahcine (Parigi, 13 giugno 1986), è un disc jockey e produttore discografico francese di origine algerina.
Ha debuttato a livello internazionale nel 2013 con i singoli Bird Machine e Turn Down for What. Nel 2015 ha collaborato con i Major Lazer e MØ nel singolo di successo Lean On. Nel 2011 ha co-prodotto l'album Born This Way di Lady Gaga, che si è guadagnato la nomination come album dell'anno ai Grammy Awards 2012. Successivamente ha remixato New Slaves di Kanye West, It's You dei Duck Sauce, Bubble Butt dei Major Lazer e Move Your Feet dei Junior Senior, prima di ritornare a collaborare con Lady Gaga per l'album Artpop per cui ha prodotto Applause, Sexxx Dreams e Do What U Want.
Dal 2014 è presente nella classifica Top100Djs della rivista Dj Magazine, con il piazzamento più alto al n°16 nel 2019.
Nel marzo 2018, Billboard ha nominato DJ Snake al numero nove nella classifica dei migliori 100 musicisti dance del 2018, intitolata Billboard Dance 100.

## Biografia
William è nato a Parigi da padre francese e madre algerina ed è cresciuto a Ermont, un quartiere di banlieue fuori Parigi, descritto come ghetto.
Ha cominciato ad usare la consolle all'età di 14 anni, e a 19 a produrre musica. Agli inizi della sua carriera si esibiva nei locali parigini e nel 2005 ha incontrato Steve Gonclaves, che sarebbe diventato il suo manager e che lo ha incoraggiato a produrre musica propria.

### 2013-2015: Musica indipendente
Nel dicembre 2013 ha pubblicato il singolo Turn Down for What, in collaborazione con Lil Jon, tramite Columbia Records. Il brano ha avuto successo in molti paesi ed è stato certificato sei volte disco di platino sia negli Stati Uniti che in Canada, due volte in Australia e una in Italia e Svezia. Il videoclip di questo brano, pubblicato nel marzo 2014, ha ricevuto quattro nomination agli MTV Video Music Awards 2014, vincendo il premio nella categoria miglior regia.
Nel febbraio 2014 ha pubblicato assieme a Dillon Francis il singolo Get Low contenuto nell'album di debutto di Francis, Money Sucks, Friends Rule. Sia Get Low che Turn Down For What sono state inserite nell'album Furious 7: Original Motion Picture Soundtrack, che raccoglie le colonne sonore del film Fast & Furious 7.
Nel dicembre 2014, il remix di DJ Snake della canzone di AlunaGeorge You Know You Like It è stato pubblicato tramite Island Records. Il brano ha raggiunto il numero uno nella classifica Airplay Dance/Mix Show di Billboard e nella classifica Rhythmic Songs nel giugno 2015. Ha anche raggiunto il 13º posto nella Billboard Hot 100. Nel novembre 2015, la canzone ha ottenuto la certificazione RIAA come doppio disco di platino negli Stati Uniti. Per il remix, DJ Snake ha utilizzato una fusione di musica dance europea e dei beat hip hop. Gli ci sono volute circa quattro ore per comporlo. La collaborazione è avvenuta tramite Internet, con la parte cantata inviata via e-mail dagli AlunaGeorge a DJ Snake, che ha lavorato alla canzone a Parigi.
Nel marzo 2015 ha collaborato alla canzone Lean On con MØ e i Major Lazer, singolo principale estratto dal terzo album dei Major Lazer, Peace Is the Mission. La canzone ha avuto successo in tutto il mondo. Ha debuttato nelle classifiche di Billboard statunitensi Rhythmic Songs, Mainstream Top 40, Latin Pop Songs, Dance Club Songs, Hot Dance/Electronic Songs e Adult Top 40. Infine ha raggiunto la posizione numero 4 nella Hot 100. Nel giugno dello stesso anno la rivista Time ha nominato il singolo come "miglior canzone del 2015 fino ad oggi". Nel settembre del 2015 è stata nominata da Spotify la canzone globale dell'estate e nel novembre ha sorpassato i 526 milioni di ascolti diventando la canzone più ascoltata del servizio musicale. Il video di Lean On è stato pubblicato nel marzo 2015. Nel gennaio 2016 il video ha raggiunto il miliardo di visualizzazioni e, ad agosto 2020, conta 2,87 miliardi di visualizzazioni ed è il 13° video musicale più visto al mondo su YouTube.

### 2015-2017:Encore
DJ Snake ha pubblicato il suo singolo successivo, Middle il 16 ottobre 2015. La canzone è stata pubblicata da Interscope Records, Mad Decent e Spinnin' Records. Presenta la collaborazione vocale del cantante inglese Bipolar Sunshine. Il video musicale della canzone è stato pubblicato il 16 marzo 2016 sull'account YouTube di DJ Snake tramite Vevo.
Il 2 giugno 2016 è stato pubblicato il singolo Talk. Il disc jockey aveva accennato alla possibilità di pubblicare nuova musica, tramite Twitter, pochi giorni prima dell'uscita del singolo. Il brano vede contiene la parte vocale della cantante George Maple nella canzone Talk Talk che aveva pubblicato nel dicembre 2014. La traccia infonde suoni tropical house ed è stata pubblicata da Interscope Records e resa disponibile per l'acquisto su iTunes il 10 giugno 2016. Il video musicale della canzone è stato pubblicato sull'account YouTube di DJ Snake l'11 luglio 2016. Nello stesso mese ha annunciato l'uscita del suo album in studio di debutto, intitolato Encore, pubblicato poi il 5 agosto 2016. Middle e Talk sono stati inclusi nell'album come singoli.
Il 5 agosto 2016, con l'uscita di Encore, DJ Snake ha pubblicato il terzo singolo estratto, Let Me Love You, con la collaborazione del cantante canadese Justin Bieber. Il 2 gennaio 2017, il produttore ha iniziato a promuovere il quarto singolo dell'album The Half con la partecipazione di Jeremih, Young Thug e Swizz Beatz. Nell'autunno 2017, DJ Snake si è esibito all'Arco di Trionfo a Parigi in onore delle Olimpiadi estive del 2024 che si terranno nella capitale francese.

### 2018-presente:Carte Blanche
Il 23 febbraio 2018 è uscito il suo nuovo singolo, Magenta Riddim. A fine agosto 2018, DJ Snake ha annunciato tramite le sue piattaforme social che a breve sarebbe uscita una canzone. Il mese successivo, ha confermato che la canzone si sarebbe intitolata Taki Taki e sarebbe stata in collaborazione con Selena Gomez, Cardi B e Ozuna. Il brano è stato pubblicato il 28 settembre 2018. Il singolo ha avuto un grande successo tanto da vincere un totale di 9 premi e ottenere 13 candidature, di cui due ai Billboard Music Awards, una agli MTV Video Music Awards 2019 (miglior video dance) e una agli iHeartRadio Music Awards (miglior video musicale). Inoltre Taki Taki è entrata in 53 diverse classifiche nazionali, e in totale in 68 classifiche. Inoltre è stata certificata disco di platino o multi platino in 9 paesi diversi ed oro in 5. In Francia, paese natale del DJ, il singolo è certificato disco di diamante.
Il 16 luglio 2019, DJ Snake ha rivelato i dettagli sul suo secondo album, Carte Blanche, che sarebbe uscito il 26 luglio 2019. Include i singoli Magenta Riddim, Taki Taki, Enzo (con Sheck Wes, Offset, 21 Savage e Gucci Mane) e Loco Contigo (con J Balvin e Tyga),
Il 10 ottobre 2019 Snake ha pubblicato il nuovo singolo Fuego, con Sean Paul, Anitta e Tainy

### Iniziative imprenditoriali

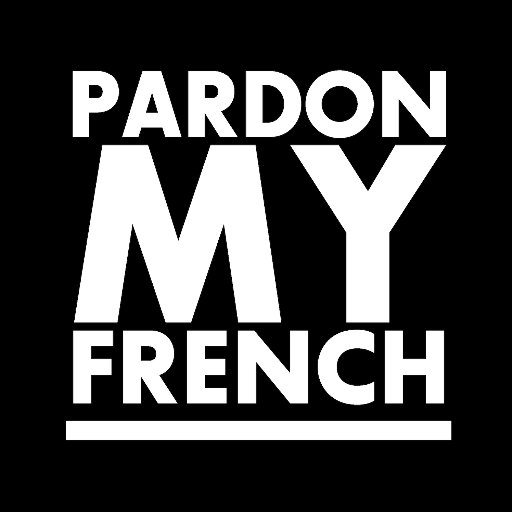
Logo del collettivo Pardon My French

#### Pardon My French
DJ Snake fa attualmente parte del team Pardon My French, un collettivo di quattro DJ, con Tchami, Mercer e Malaa. Durante tutto il 2016 e all'inizio del 2017, DJ Snake ha preso parte al Pardon My French Tour con Tchami e Mercer.
Per il set speciale all'Accor Hotel Arena (Parigi), nel 2018 DJ Snake ha avuto una collaborazione esclusiva tra il marchio Pardon My French e il marchio di jeans Levi's. La collaborazione prevedeva la produzione dell'emblematica giacca trucker di Levis con il marchio del DJ in aggiunta. L'edizione limitatissima era disponibile in esclusiva mondiale presso lo store degli Champs-Elysées Levis il giorno dell'esibizione (24 febbraio 2018) e ha riscontrato un enorme successo.

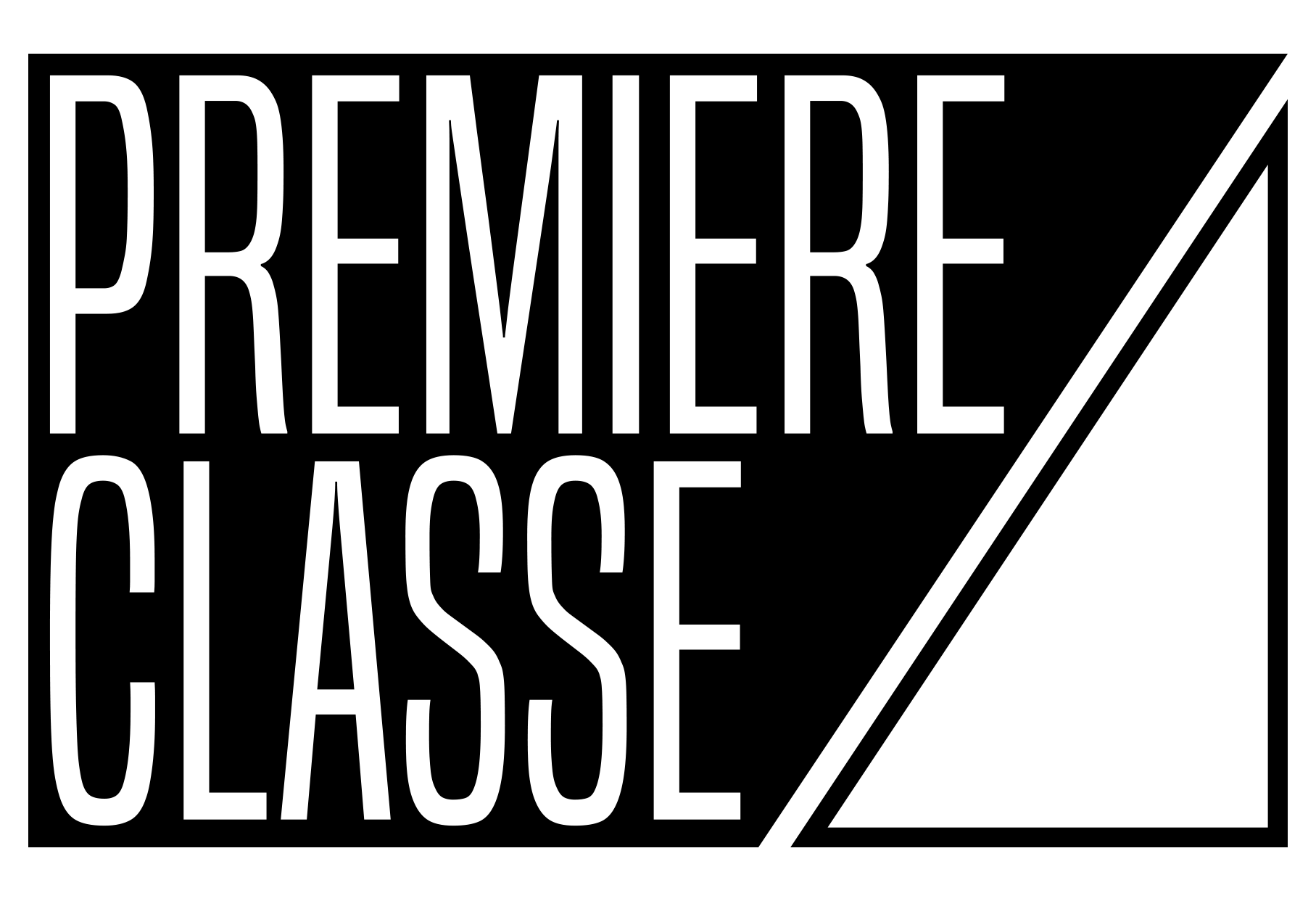
Logo dell'etichetta discografica

#### Premiere Classe Records
Nel marzo 2018 Snake ha fondato la sua etichetta discografica chiamata Premiere Classe.
Elenco delle tracce pubblicate da Premiere Classe:
- 4B & Teez – Whistle
- Aazar & Bellecour – Da Vinci
- Chace – Never
- Masayoshi Iimori – Flow
- SAYMYNAME – Burn
- Gammer feat. Sam King – Out with the Old
- Mercer – Boss
- Plastic Toy & DJ Snake – Try Me
- Malaa feat. Jacknife – Revolt
- SQWAD – Big Ting Vibe[57]
- Plastic Toy – Escape[58]

## Vita privata
DJ Snake è un grande fan del club calcistico francese Paris Saint-Germain

## Discografia
- 2016 – Encore
- 2019 – Carte blanche

## Premi e riconoscimenti
Grammy Awards
- 2012 – Nomina all'album dell'anno per Born This Way (come produttore)
- 2015 – Nomina al miglior videoclip per Turn Down For What (con Lil Jon)

MTV Video Music Awards
- 2014 – Nomina al MTV Clubland Award per Turn Down For What
- 2014 – Miglior regia per Turn Down For What
- 2014 – Nomina ai migliori effetti speciali per Turn Down For What
- 2014 – Nomina alla miglior direzione artistica per Turn Down For What
- 2019 – Nomina al miglior video dance per Taki Taki (con Ozuna, Cardi B e Selena Gomez)[22]

TOP 100 DJ di DJ Magazine
| Anno | Posizione | Note    | Ref.   |
| ---- | --------- | ------- | ------ |
| 2014 | 65°       | Debutto | [ 60 ] |
| 2015 | 32°       | +33     | [ 60 ] |
| 2016 | 22°       | +10     | [ 60 ] |
| 2017 | 23°       | -1      | [ 60 ] |
| 2018 | 24°       | -1      | [ 60 ] |
| 2019 | 16°       | +8      | [ 60 ] |